# Tristira magellanica
Tristira magellanica är en insektsart som först beskrevs av Bruner, L. 1900.  Tristira magellanica ingår som enda art i släktet Tristira och familjen Tristiridae. Inga underarter finns listade i Catalogue of Life.